# Receita Federal do Brasil
La Receita Federal o Secretaría Especial da Receita do Brasil es un órgano público brasileño que tiene como finalidad la administración de los tributos federales y el control aduanero además de combatir la evasión fiscal, contrabando, falsificación, piratería y tráfico de drogas, armas y animales.
Hasta el 1 de enero del 2019, estuvo subordinada al Ministerio da Fazenda y, desde entonces, pasó a integrar la estructura básica del nuevo Ministerio da Economía del gobierno de Jair Bolsonaro. A partir del 1 de enero del 2023 volvió a ser parte del Ministerio da Fazenda con el regreso al poder de Lula da Silva.

## Historia
La Secretaría da Receita Federal (SRF) fue creada mediante decreto N° 63,659 del 20 de noviembre de 1968, sustituyendo la Diretoria-Geral da Fazenda Nacional creada por Getúlio Vargas en 1934.
Con la ley N° 11,457 del 16 de marzo del 2007, se dio la extinción de la Secretaría da Receita Previdenciária (SRP), creándose la Secretaría da Receita Federal do Brasil (RFB). Ese nuevo órgano fue apodado por la prensa como la "Súper Receita", porque, a partir de ese momento, toda la recaudación de impuestos federales y contribuciones tributarias de orden previsional quedaría centralizada en la Receita Federal.